# 121 км (зупинний пункт, Придніпровська залізниця)
121 кіломе́тр — пасажирська зупинна залізнична платформа Дніпровської дирекції Придніпровської залізниці на лінії Новомосковськ-Дніпровський — Павлоград I.
Платформа розташована у с. Межиріч Павлоградського району Дніпропетровської області між станціями Мінеральна (16 км) та Павлоград I (10 км).
На платформі зупиняються електропоїзди.